# Loitzschütz
 Loitzschütz  ist ein Ortsteil der Gemeinde Gutenborn im Burgenlandkreis in Sachsen-Anhalt.
Der Ort liegt nördlich des Kernortes Heuckewalde. Westlich verläuft die B 2 und südlich die Landesstraße L 195. Nördlich erstreckt sich das 477 ha große Landschaftsschutzgebiet Kuhndorftal. Unweit südlich verläuft die Landesgrenze zu Thüringen.

## Sehenswürdigkeiten
In der Liste der Kulturdenkmale in Gutenborn sind für Loitzschütz zehn Kulturdenkmale aufgeführt.